# Колібрі-плямохвіст синьогорлий
Колібрі-плямохвіст синьогорлий (Oreotrochilus cyanolaemus) — вид серпокрильцеподібних птахів родини колібрієвих (Trochilidae). Ендемік Еквадору. Вид був відкритий у 2017 році і науково описаний у 2018 році.

## Опис
Довжина птаха становить 12,5 см, вага 8,1 г. У самців лоб і тім'я блискучо-смарагдово-зелені. Потилиця і решта верхньої частини тіла яскраво-смарагдово-зелені, деякі пера мають синьо-зелені краї або бронзовий відблиск. Надхвістя смарагдово-синьо-зелене. Центральні махові пера чорнувато-сині, решта махових пер і верхні покривні пера крил тьмяно-чорні або тьмяно-синьо-зелені з синім відблиском. Крайні першорядні махові пера мають білі краї. Пера на шиї і підборідді ультрамариново-сині, блискучі, біля основи на них є білі плями, відділені від решти пера чорними смугами. Пера на горлі мають зелені кінчики, вони виступають з боків горла. На горлі яскраво-синя пляма, знизу окаймлена оксамитово-чорною смугою. Живіт і горло білуваті, пера на них біля основи чорні. По центру живота проходить вузька чорна поздовжня смуга. Боки зелені або зеленувато-сірі з металево-зеленим відблиском. Нижні покривні пера хвоста тьмяно-сірувато-охристі, нижня сторона хвоста білувата. Махові пера чорнувато-сині. Очі темно-карі, дзьоб і лапи чорні.
У самиць голова і верхня частина тіла смарагдово-зелені, місцями з синьо-зеленим або бронзово-зеленим відтінком. Покривні пера крил темно-синьо-зелені, а крайні махові пера мають білі краї. Горло і підборіддя пістряві, пера на них біля основи чорні, посередині білуваті, на кінці сірувато-оливкові з темно-зеленими плямами. Горло з боків більш біле, ніж у самців, відтінок горла різниться між особинами. Нижня частина тіла сірувато-охриста, місцями поцяткована більш яскравими оливково-зеленими плямками, як і нижня сторона хвоста. На хвості є білі плями. розмір і форма яких різниться в залежності від підвиду. Махові пера темно-синьо-зелені.

## Поширення і екологія
Синьогорлі колібрі-плямохвости обмежені невеликою територією в Андах на південному заході Еквадору, в провінціях Ель-Оро і Лоха, загальної площею приблизно 114 км². Вони живуть на високогірних луках парамо і в чагарникових заростях на берегах гірських струмків, зокрема в долинах річок Хубонес і Леон на півночі і північному сході ареалу та в долинах річок Тумбес і Катамайо на півдні. Зустрічаються на висоті від 3325 до 3680 м над рівнем моря. Потенційно синьогорлі колібрі-плямохвости можуть бути поширені більш широко, від Каньяра і Асуая до крайньої півночі Перу, однак наразі їх ареал вважається більш вузьким.
Синьогорлі колібрі-плямохвости живляться нектаром різноманітних квітучих рослин з родин айстрових, меластомових, китяткових, звіробійних, маренових, трояндових і клетрових, зокрема Chuquiraga jussieui, Macleania rupestris і Lleresia hypoleuca. Крім того, вони живляться комахами, яких збирають з рослинності або ловлять в польоті. Гніздяться в тріщинах серед скель і в печерах.

## Збереження
МСОП класифікує цей вид як такий, що перебуває на межі зникнення. За оцінками дослідників, популяція синьогорлих колібрі-плямохвостів становить від 80 до 110 дорослих птахів. Їм загрожує знищення природного середовища, потенційні зміни клімату і конкуренція з рудоволими колібрі-золотожарами. З метою збереження середовища проживання цих птахів пропонується створити новий заповідник в масиві Сьєрра-де-Аркос .